# Gewalt oder Sex

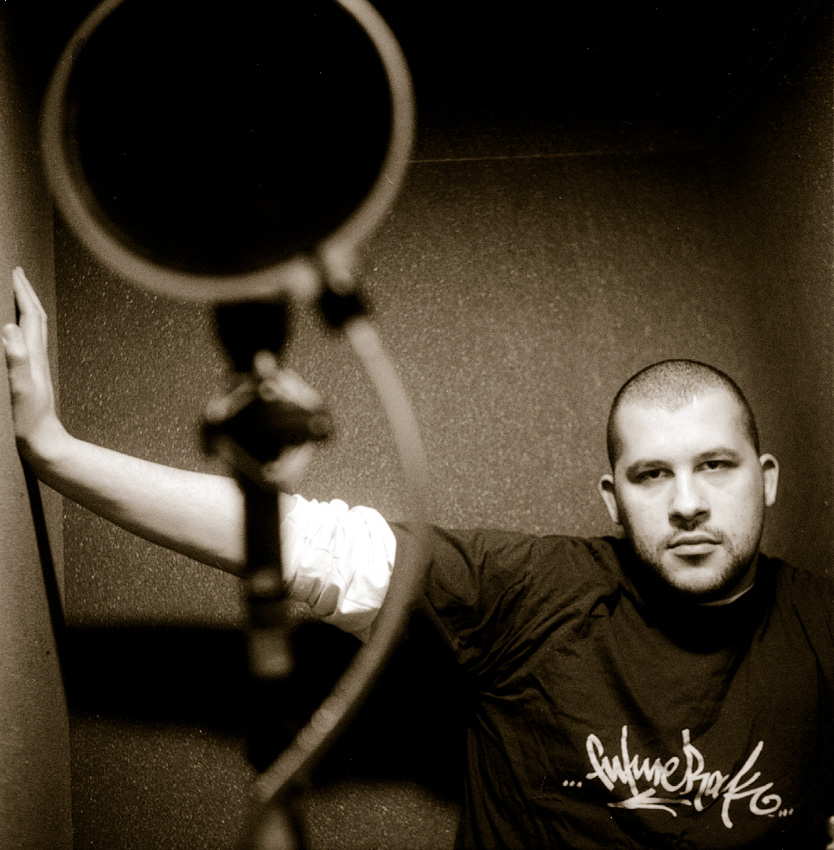
Torch im Studio während der Arbeiten für das Album „Blauer Samt“ im Jahr 2000

Gewalt oder Sex ist die Debütsingle des Rappers Torch und zugleich die erste Singleauskopplung aus seinem bislang einzigen Soloalbum Blauer Samt.

## Entstehung
Ursprünglich hatte der französische Rapper Frero, ein Cousin Torchs, eine Version des Liedes in seiner Landessprache mit dem Titel Violence ou sex aufgenommen. Torch selbst, der währenddessen anwesend war, schrieb daraufhin zunächst eher aus Spaß eine Version in deutscher Sprache. Die beiden Rapper haben gemeinschaftlich das Lied produziert. Dabei wurde ein Akai S950 verwendet.

## Aufbau
Das Lied ist in drei Strophen mit je 16 Versen gegliedert, nach denen jeweils der Refrain folgt. Die Musik basiert auf einem Sample von It’s a Man’s Man’s Man’s World von James Brown. Während des Refrains ist an einer Stelle das Instrumentalstück Summer Madness von Kool & the Gang zu hören.

## Text
Der Text des Liedes ist sehr sozialkritisch orientiert und lässt sich somit dem Conscious Rap zuordnen. Der Rapper kritisiert mehrere gesellschaftliche Auswüchse, unter anderem die im Songtitel erwähnten Phänomene Gewalt und Sex sowie zusätzlich andere Dinge wie Geldgier und Fernsehkonsum.

## Cover
Das Cover der Single ist in den Farben schwarz, weiß, rot und grau gehalten. Es zeigt den Kopf von Torch von der Seite mit nachdenklichem Gesichtsausdruck. Rechts unten sind blutige Fingerabdrücke zu sehen.

## Video
Das Musikvideo wurde in Berlin und in der Nähe von Heidelberg gedreht. In ihm ist Torch zu sehen, der, während er das Lied vorträgt, durch unterschiedliche Straßen zieht und dabei stets Seite an Seite von Toni-L und Boulevard Bou begleitet wird; beide sind enge musikalische Wegbegleiter des Rappers. Toni-L war genau wie Torch Mitglied der Band Advanced Chemistry und Boulevard Bou war an mehreren ihrer Produktionen beteiligt. Während der ersten Minute ist außerdem Afrika Bambaataa als Hirte samt Schafsherde zu sehen. Zudem ist in dazwischen gezeigten Szenen die Pornodarstellerin Donna Vargas vertreten, die den im Songtitel erwähnten „Sex“ repräsentieren soll.